# Cisse
Pour les articles homonymes, voir Cisse (homonymie).
La Cisse est une rivière française traversant les départements  du Loir-et-Cher  et d'Indre-et-Loire, dans la région Centre-Val de Loire, affluent droit de la Loire.

## Géographie
La rivière prend sa source sur la commune de Rhodon, au lieu-dit de la Fontaine, à 120 m d'altitude en Loir-et-Cher, dans la Beauce blésoise (petite Beauce). Sa longueur totale est de 87,7 km. Elle se sépare en deux parties à Chouzy-sur-Cisse : un premier bras se jette dans la Loire près de Chouzy, l'autre bras rejoint la Loire à Vouvray en Indre-et-Loire selon Géoportail et/ou à la limite est de Rochecorbon selon le SANDRE, à 45 m d'altitude.

### Cours de la Cisse
Le dôme tectonique de Marchenoir est, dans sa partie sud-est, à l'origine du bassin versant de la Cisse, affluent de la Loire. Au sud, ses eaux se perdent dans les réseaux karstiques souterrains et résurgent à la base du calcaire en deux exutoires principaux, près de Pontijou, la source du Bois Brûlé sur Conan et Boisseau (pour la Cisse) et la source du marais de Maves (pour la Sixtre), à partir desquelles le cours de la Cisse devient pérenne.
La Sixtre prend naissance dans la partie sud de la forêt de Marchenoir. Après avoir parcouru quelques kilomètres, elle disparaît en partie à La Madeleine-Villefrouin et réapparait 8,5 km plus loin dans les marais de Maves.[réf. souhaitée] L'eau ne disparaît cependant pas entièrement, puisqu'un chenal bien marqué existe tout le long de son parcours et elle forme occasionnellement de petites mares comme celle de la Blanchonnière 2,4 km en aval de la Madeleine-Villefrouin. Elle se jette dans la Cisse au sud-ouest de Pontijou.
Au nord de Saint-Bohaire, la Cisse reçoit les eaux de la Cisse landaise. À Chouzy-sur-Cisse, elle se divise : une partie se jette dans la Loire et l'autre continue vers Onzain.
Elle reçoit les eaux du ruisseau de Mesland à Limeray, de la Ramberge à Pocé-sur-Cisse et de la Brenne quelques kilomètres avant de se jeter dans la Loire en aval de Vouvray et   15 km en aval d'Amboise, au Bec-de-Cisse.

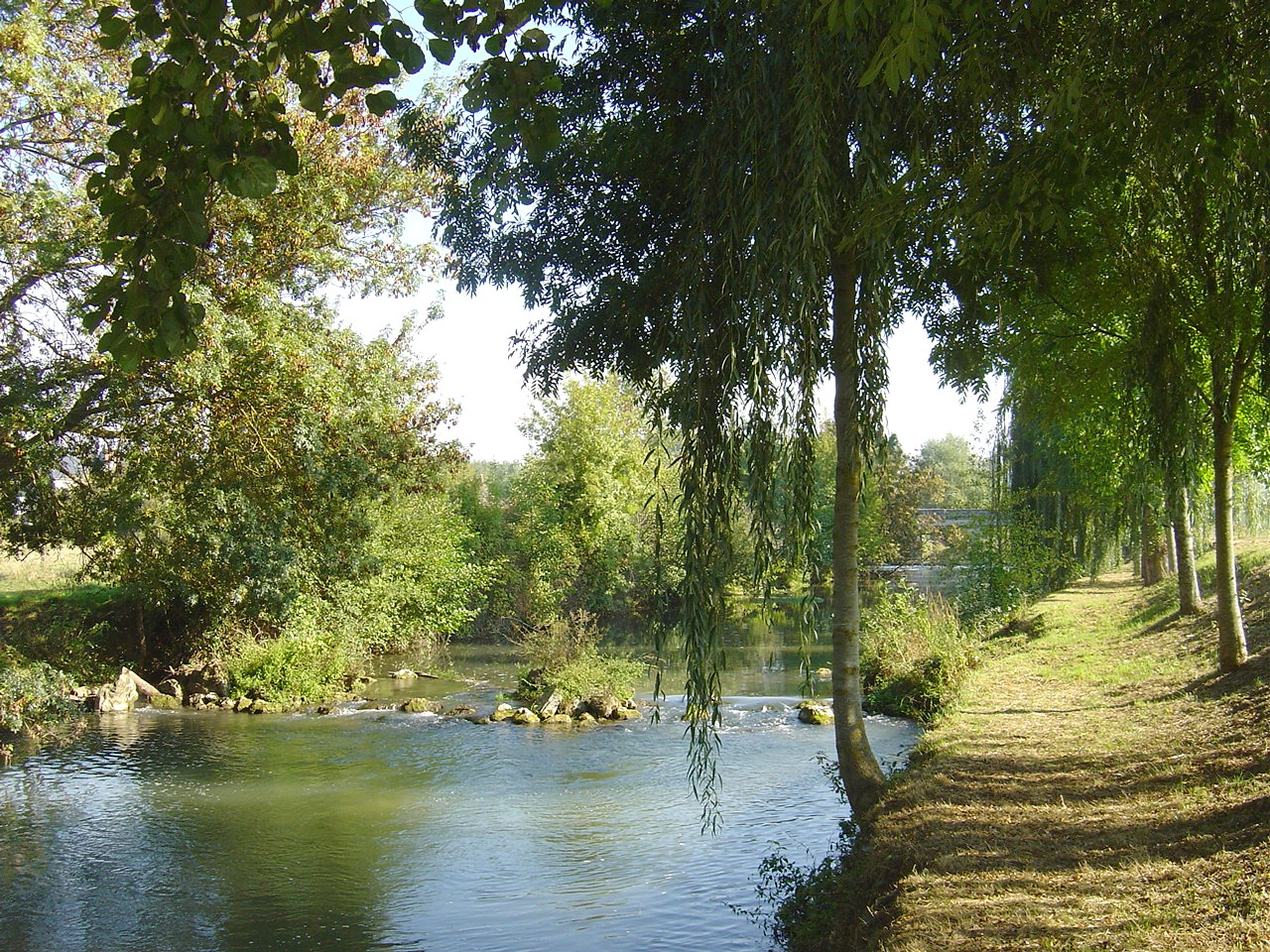
La Cisse à Limeray.

### Communes et cantons traversés
Dans les deux départements du Loir-et-Cher et de l'Indre-et-Loire, la Cisse traverse les vingt-trois communes suivantes, d'amont en aval, de Rhodon (source), Conan, Boisseau (non référencé en SANDRE), Maves, Averdon, Champigny-en-Beauce, Marolles, Fossé, La Chapelle-Vendômoise (sur 27 m), Saint-Bohaire, Saint-Lubin-en-Vergonnois, Saint-Sulpice-de-Pommeray, Valencisse, Valloire-sur-Cisse, Veuzain-sur-Loire, Monteaux, (passe en Indre-et-Loire) Cangey, Limeray, Pocé-sur-Cisse, Nazelles-Négron, Noizay, Vernou-sur-Brenne, Vouvray et Rochecorbon (confluence).
Soit en termes de cantons, la Cisse prend source dans le canton de la Beauce, traverse les canton d'Onzain canton d'Amboise, conflue dans le canton de Vouvray, dans les arrondissement de Blois, arrondissement de Loches et arrondissement de Tours, et dans les intercommunalités Communauté de communes Beauce Val de Loire, communauté d'agglomération de Blois « Agglopolys », communauté de communes du Val d'Amboise, communauté de communes Touraine-Est Vallées, Tours Métropole Val de Loire.

### Toponymes
La Cisse a donné son hydronyme aux trois communes Chambon-sur-Cisse, Chouzy-sur-Cisse, Pocé-sur-Cisse, ainsi qu'aux deux communes nouvelles de Valloire-sur-Cisse, et Valencisse.

### Bassin versant
La Cisse traverse huit zones hydrographiques,

### Organisme gestionnaire

#### Échelle du bassin
En France, la gestion de l’eau, soumise à une législation nationale et à des directives européennes, se décline par bassin hydrographique, au nombre de sept en France métropolitaine, échelle cohérente écologiquement et adaptée à une gestion des ressources en eau. La Sixtre est sur le territoire du bassin Loire-Bretagne et l'organisme de gestion à l'échelle du bassin est l'agence de l'eau Loire-Bretagne.

#### Échelle locale
Localement, le cours d'eau est géré par le Syndicat mixte du bassin de la Cisse dont le siège est à Herbault. Créé en 2012, ce syndicat a vu sa composition évoluer en 2016 avec l'adhésion de la communauté Beauce Val de Loire et surtout en 2018 avec l'entrée en vigueur de la loi de modernisation de l'action publique territoriale et d'affirmation des métropoles (Maptam), promulguée le 27 janvier 2014, qui attribue aux communes, à compter du 1er janvier 2018, une nouvelle compétence exclusive et obligatoire de « gestion des milieux aquatiques et prévention des inondations » (GEMAPI) (essentiellement articles 56 à 59). Par principe de représentation-substitution, les anciennes communes membres du syndicat ont ainsi été remplacées au 1er janvier 2018 par les six établissements publics de coopération intercommunale dont elles sont membres, avec un nombre de sièges attribués selon la population : Beauce-Val de Loire (6 sièges), la communauté d'agglomération de Blois Agglopolys (12), Territoires vendômois (1), Val d’Amboise (9), Castelrenaudais (1) et Touraine Est Vallées (6),.
|  |  |

## Affluents
La Cisse a trente-et-un tronçons affluents référencés. Ils sont majoritairement situés en rive droite car la Cisse longe la Loire entre Blois et Vouvray. Les deux principaux en rive gauche sont aussi les premiers en amont de la Cisse, le fossé de la Vove et la Sixtre.

### Principaux affluents
Ses principaux affluents sont, d'amont en aval :
- le fossé de la Vove (rg[note 2]), 5,1 km, confl. au point de jonction des communes de Boisseau, Rhodon et Conan[sandre 3].
- la Sixtre (rg), 19,6 km, confl. sur la limite de communes entre Conan et Maves[sandre 4].
- le Villay (rd), 6,7 km, confl. sur la limite de communes entre Champigny-en-Beauce et Averdon[sandre 5].
- la Cisse Landaise (ou Cisse landaison) (rd), 19,8 km ; elle traverse les communes de Gombergean, Lancôme et Landes-le-Gaulois ; confl. sur la limite de communes entre Saint-Bohaire et Fossé[sandre 2].
- ruisseau de la Fontaine (rd), 14,4 km, confl. sur Saint-Bohaire[sandre 6].
- la Petite Cisse[géo 7] appelée le bief ou ruisseau de Mesland à partir du moulin de Lée sur Cangey[géo 8] (rd), 11,5 km, confl. à Limeray[sandre 7].
- la Ramberge (rd), 22,3 km, confl. sur la limite de communes entre Pocé-sur-Cisse et Nazelles-Négron[sandre 8].
- la Brenne (rd), 53,4 km, confl. à Vernou-sur-Brenne et de rang de Strahler cinq[sandre 9].
- le Cissereau (rd), 14,3 km avec trois affluents et de rang de Strahler trois.

### Rang de Strahler
Le rang de Strahler de la Cisse est donc de six par la Brenne.

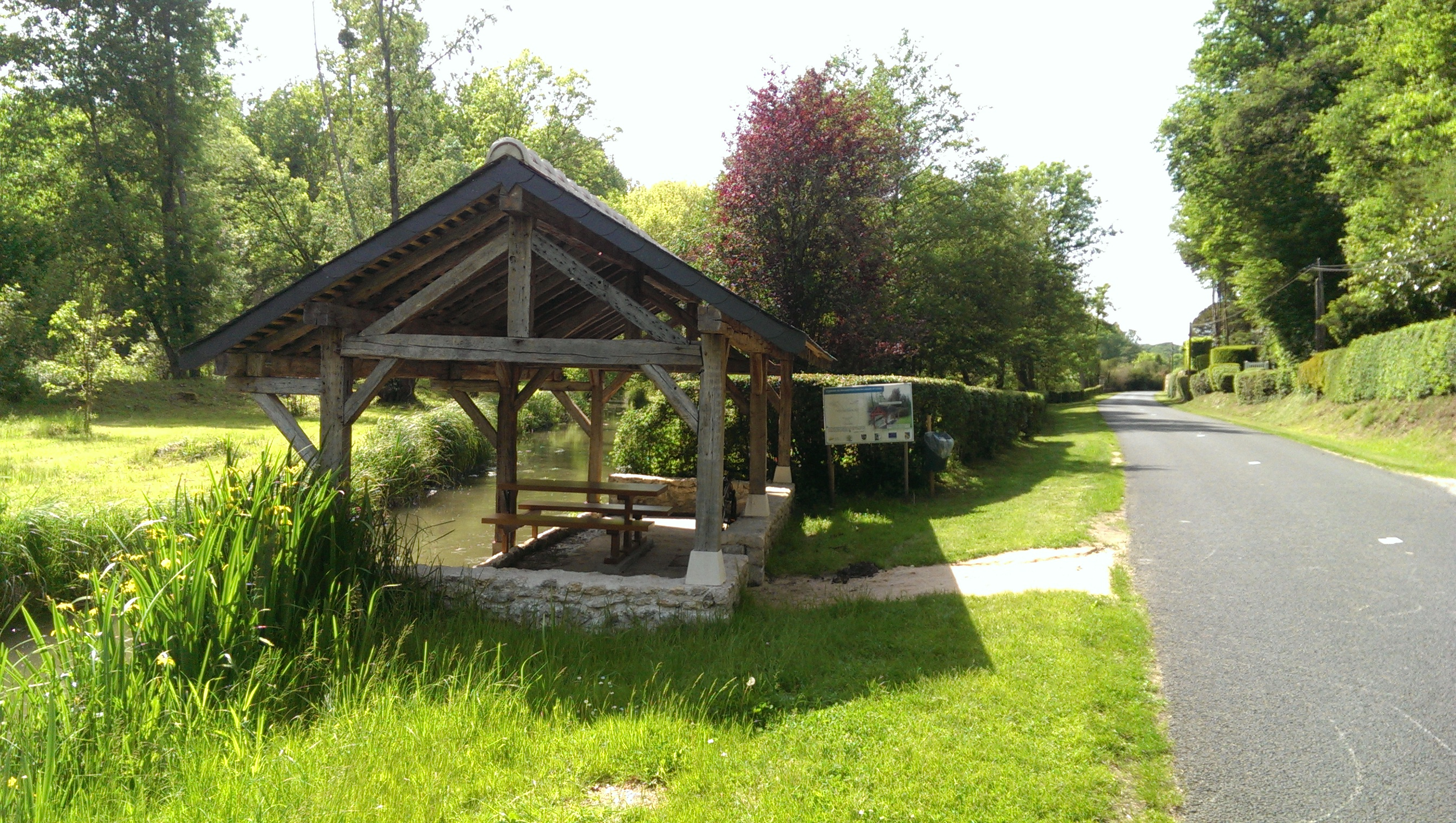
Lavoir Saint-Louis sur la Bouère, Chambon-sur-Cisse
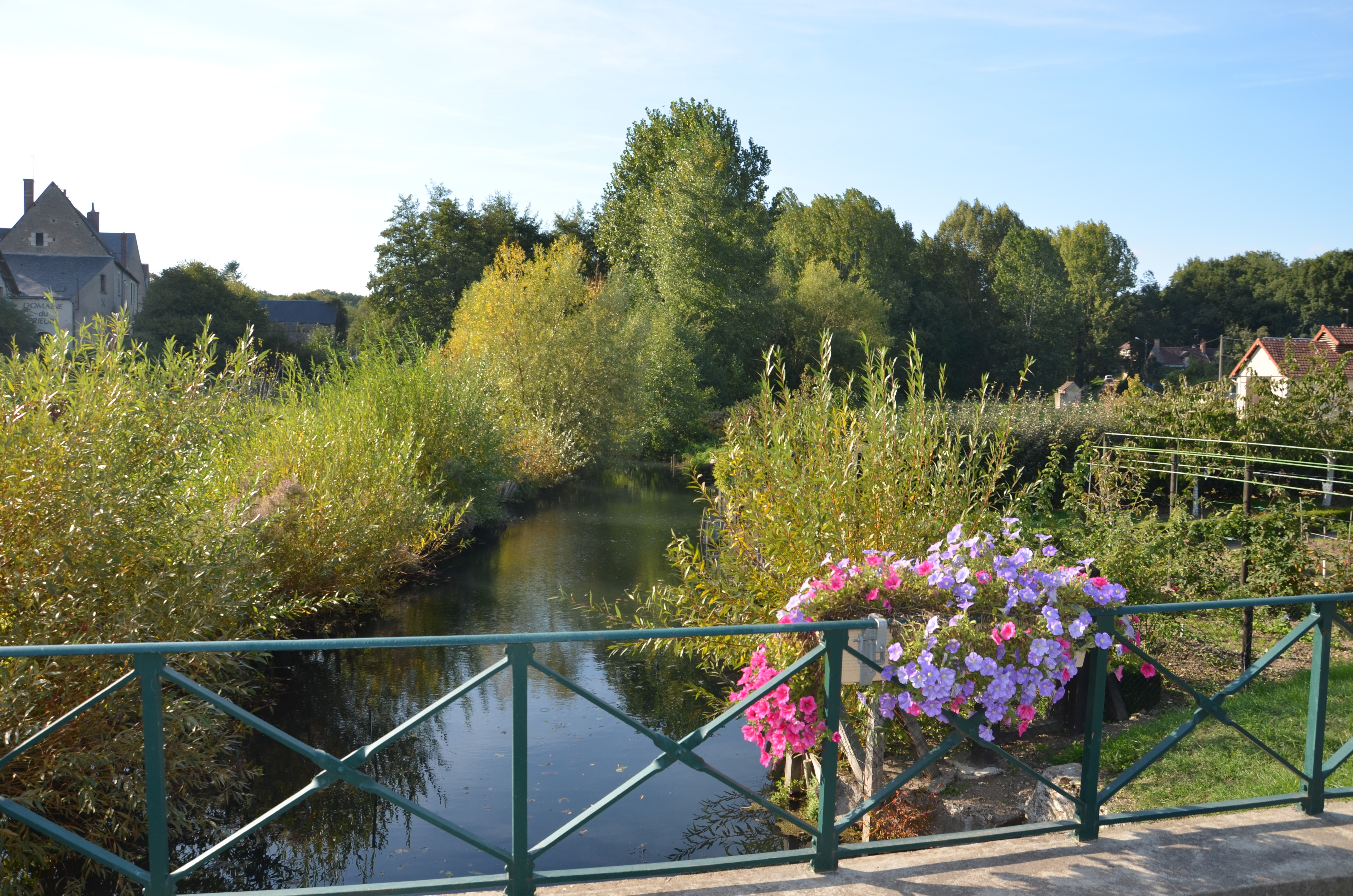
La Petite Cisse[sandre 7]
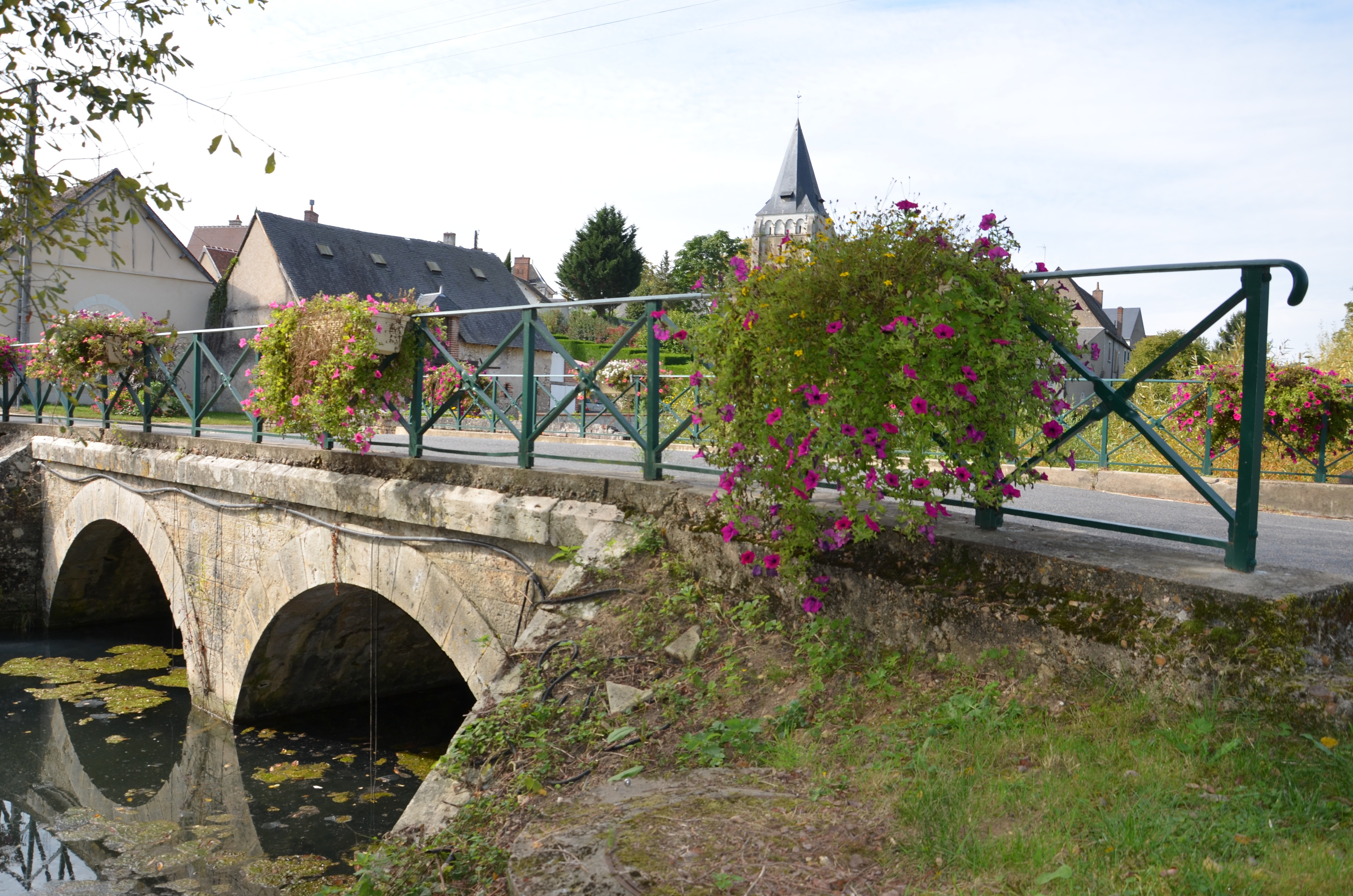
Pont sur la Petite Cisse.
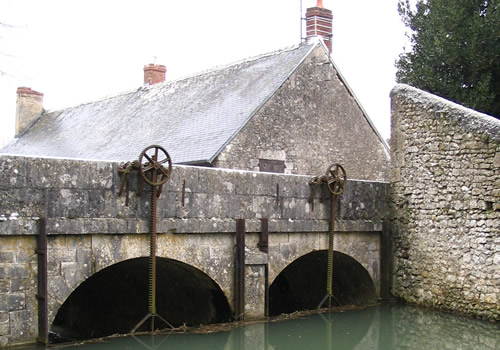
Pont sur la Cisse Landaise, Landes-le-Gaulois.

## Hydrologie
Son régime hydrologique est dit pluvial.

### La Cisse à Nazelles-Négron
La Cisse a été observée à la station hydrométrique K4853000 La Cisse à Nazelles-Négron, à 53 m d'altitude, et pour un bassin versant de 790 km2, depuis le 15 novembre 1998 .
Son module est de 2,32 m3/s.

### Étiage ou basses eaux
À l'étiage, c'est-à-dire aux basses eaux, le VCN3, ou débit minimal du cours d'eau enregistré pendant trois jours consécutifs sur un mois, en cas de quinquennale sèche s'établit à 0,330 m3/s, ce qui reste très confortable,.

### Crues
Sur cette courte période d'observation, le débit journalier maximal a été observé le 28 décembre 1999 pour 28,1 m3/s. Le débit instantané maximal a été observé le même 28 décembre 1999 avec 28,8 m3/s et la hauteur maximale instantanée a été de 1 850 mm soit 1,85 m 5 juin 2016,.
Le QIX 2 est de 16,0 m3/s, le QIX 5 est 22,0 m3/s, le QIX 10 est de 27,0 m3/s, le QIX 20 est de 31,0 m3/s, et le QIX 50 est de 36,0 m3/s. Le QIX 100 n'ont pas pu être calculés vu la période d'observation de 23 ans.

### Lame d'eau et débit spécifique
La lame d'eau écoulée dans cette partie du bassin versant de la rivière est de 93 millimètres annuellement, ce qui est très faible par rapport à la moyenne en France, à 300 mm/an, moins du tiers. Le débit spécifique (Qsp) atteint 2,9 litres par seconde et par kilomètre carré de bassin.

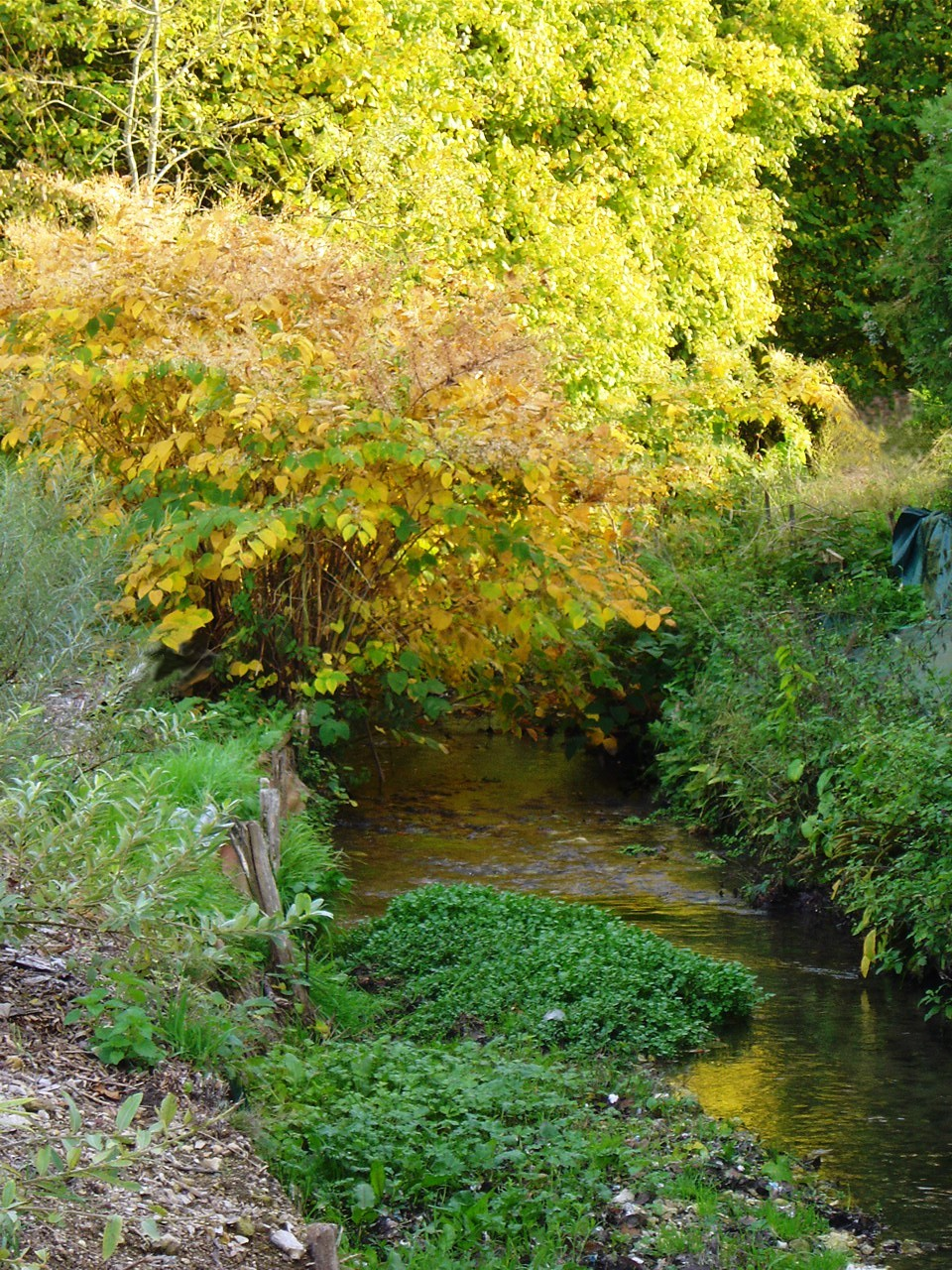
Le Mesland à Limeray.

## Aménagements et écologie

### Réintroduction du castor
Dans les années 1970 des castors prélevés dans la basse vallée du Rhône ont été réintroduits dans la vallée de la Loire aux alentours de Blois. Après avoir commencé le repeuplement de ce coin de la Loire, ces animaux très territoriaux ont entamé la recolonisation du Cher, du Cosson et du Beuvron. Ils sont également présents dans la Cisse et le Loir où quelques traces ont été trouvées dès avant 2011,. Leur évolution est très attentivement surveillée.
Le castor est un animal protégé ; son braconnage ou son empoisonnement constituent un délit pénal. La destruction de son habitat est également interdite.

### Pêche
Sur le plan piscicole, la Cisse est classée en deuxième catégorie piscicole. L'espèce biologique dominante est constituée essentiellement de poissons blancs (cyprinidés) et de carnassiers (brochet, sandre et perche).

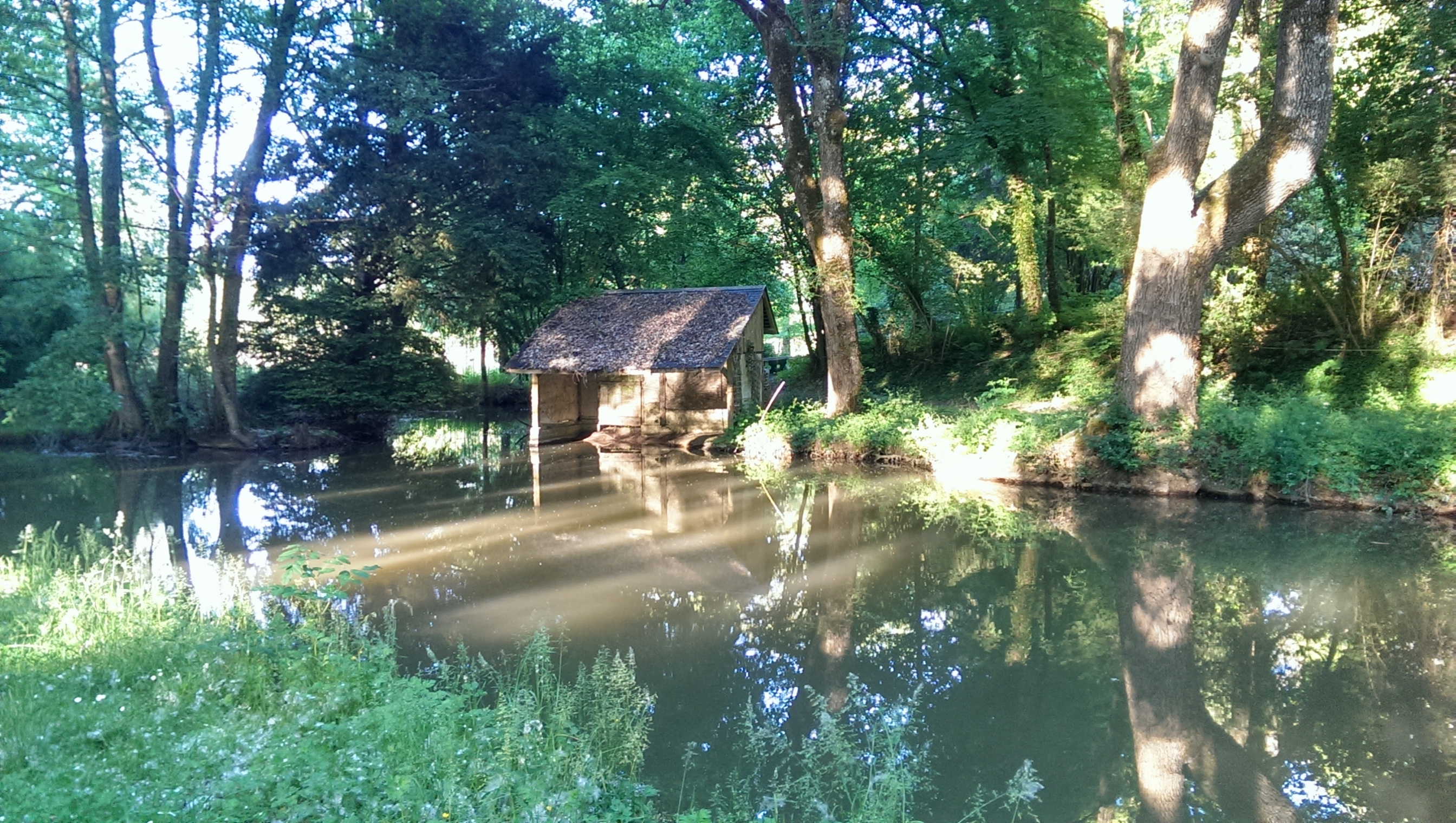
Lavoir à Chambon-sur-Cisse.

## Hydronymie
Le nom de « Cisse » s'est prêté à bien des interprétations :
- la plus probable : le latin cista signifiant osier.
- la Cisse est une rivière « scissia », scindée, séparée en deux.
- ce nom reste un hapax, de sens inconnu.

## La Cisse dans les arts
Honoré de Balzac évoque la rivière à plusieurs reprises orthographiée « la Cise », notamment dans La Femme de trente ans et L'Illustre Gaudissart. Vu le contexte (région de Vouvray), la Cise et la Cisse sont un seul et même cours d'eau.